# Xiphydria megapolitana
Xiphydria megapolitana är en stekelart som först beskrevs av Brauns 1884.  Xiphydria megapolitana ingår i släktet Xiphydria, och familjen halssteklar. Arten är reproducerande i Sverige.